# 보조공학사
보조공학사는 장애인, 노인이 특정 활동에서 겪는 신체적, 정신적 어려움과 불편함을 극복할 수 있도록 테크놀로지나 기기를 장애의 특성에 맞게 중개하는 전문가다. 여기서 '중개'란, 적절한 보조기기를 맞춤제작해주거나 상용 보조기기를 선정해주고, 사용 훈련을 통해 관련 활동의 수행력을 증진시켜 주는 것을 뜻한다.

## 수행직무
장애인등에게 보조기기의 상담·사용법 교육·정보제공 또는 생산·수리 등의 서비스를 제공